# Lister Turm

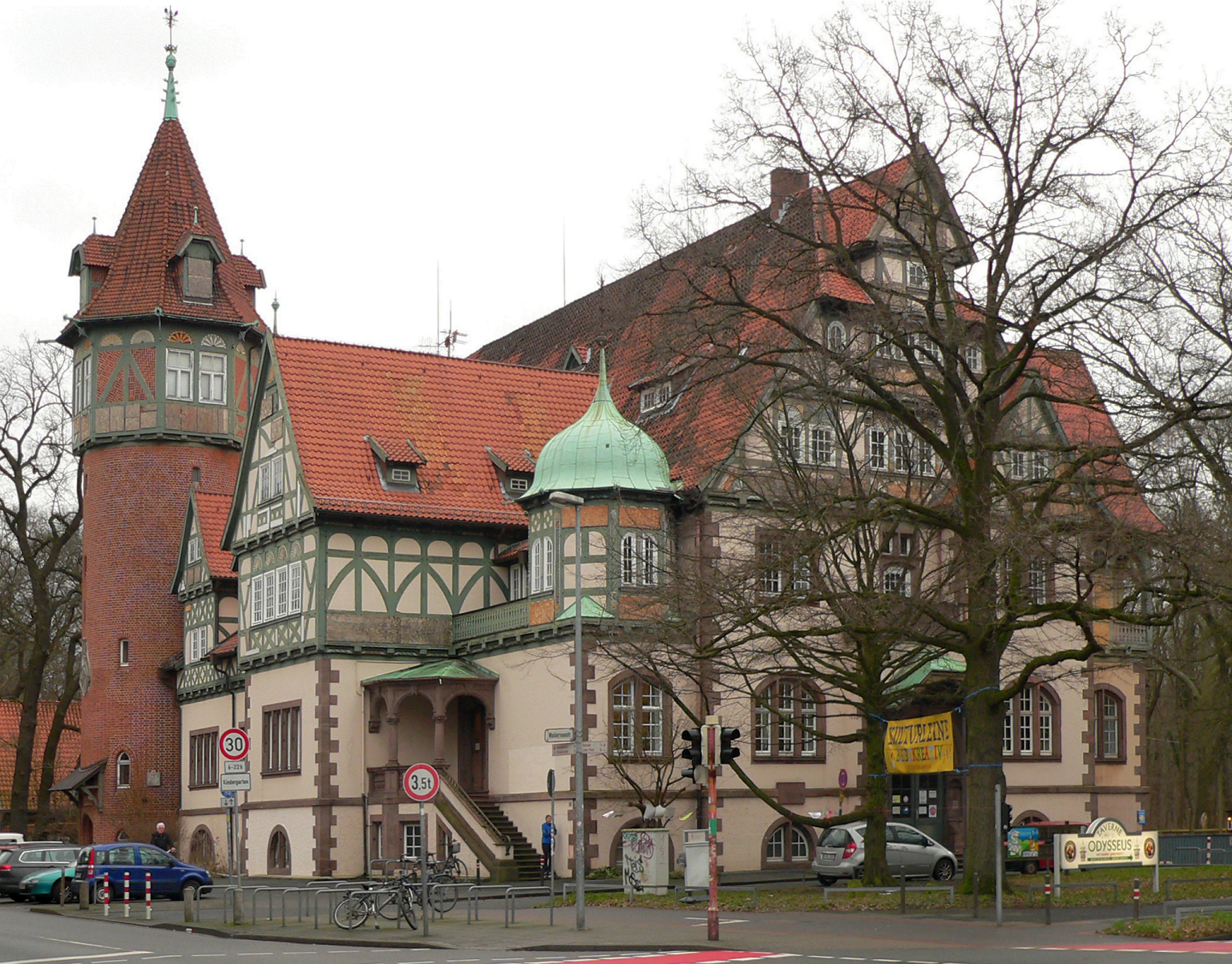
Lister Turm

Der Lister Turm ist ein Stadtteilzentrum im hannoverschen Stadtteil Zoo am Rand der Eilenriede.

## Beschreibung

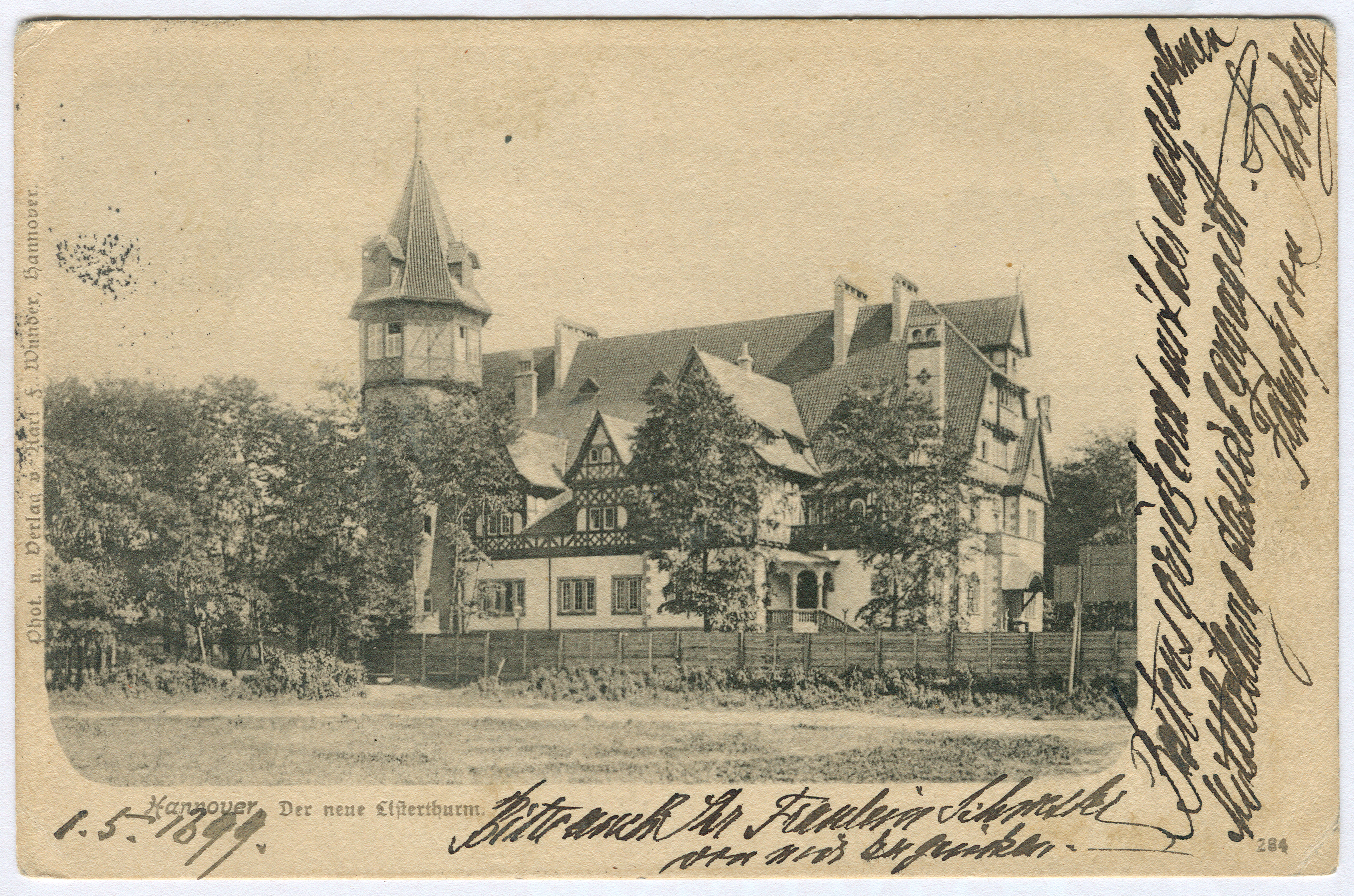
Historische Ansicht von etwa 1898

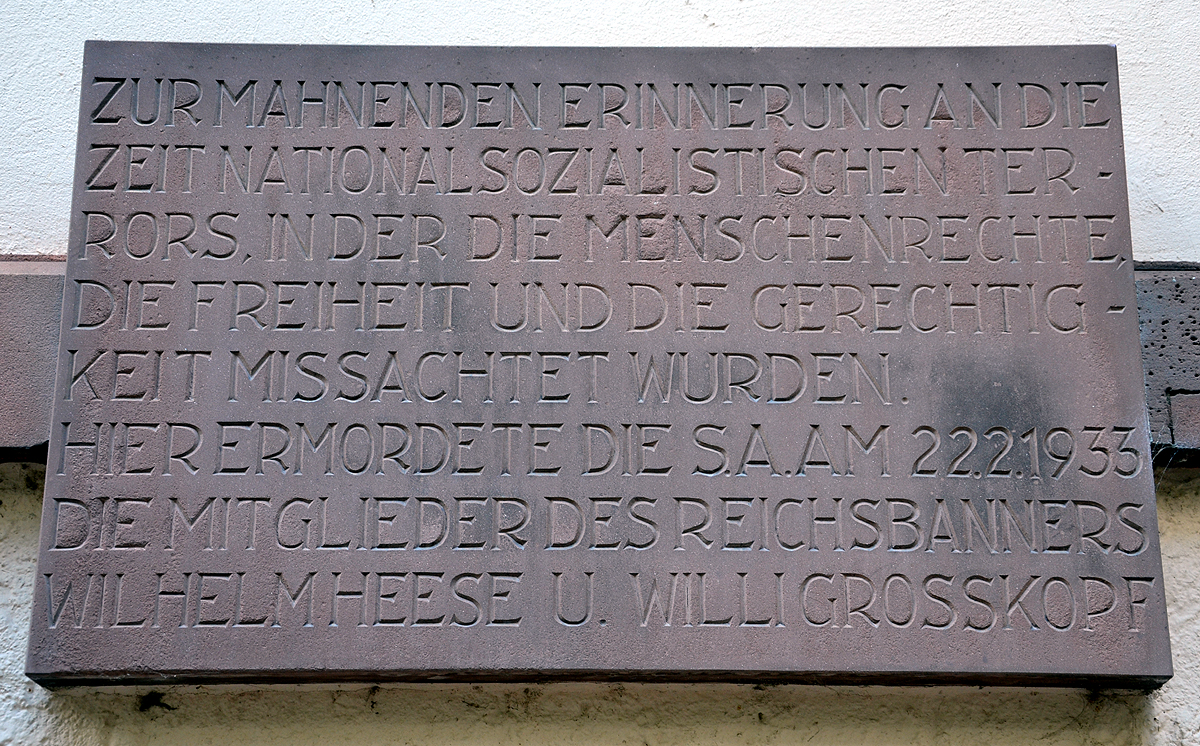
Gedenktafel für Wilhelm Heese und Wilhelm Großkopf

Wegen seiner Lage sowie der Namensgebung wird zuweilen vermutet, dass der Lister Turm im Stadtteil List steht. Da aber der gesamte nördliche Teil der Eilenriede zum Stadtteil Zoo gehört, liegt auch der Lister Turm in ebendiesem. Ursprünglich war der Lister Turm ein Wartturm der mittelalterlichen Hannoverschen Landwehr (1387 erstmals erwähnt). Die alten Gebäude – das zugehörige Forsthaus und der Turm – wurden Mitte des 19. Jahrhunderts abgebrochen und 1895 durch eine romantisierende Nachbildung von Hermann Schaedtler ersetzt. Im Frühjahr 1933 wurde von den Nationalsozialisten ein inoffizielles Gefängnis mit einem Folterkeller in dem Gebäude betrieben. An die Inhaftierten und Opfer erinnert heute eine Gedenktafel. Das Gebäude überstand den Zweiten Weltkrieg unversehrt und beherbergte zeitweise die Hochschule für Musik, Theater und Medien. Heute dient der Turm als Stadtteilzentrum der Landeshauptstadt Hannover. Neben ihm befindet sich ein Biergarten.
Am Lister Turm befand sich einer der Eckpunkte der Rennstrecke, auf der das Eilenriederennen veranstaltet wurde.